# Paracarinolidia guttulata
Paracarinolidia guttulata är en insektsart som beskrevs av Carl Stål 1862. Paracarinolidia guttulata ingår i släktet Paracarinolidia och familjen dvärgstritar. Inga underarter finns listade i Catalogue of Life.